# Outcast (album Ektomorf)
Outcast – piąty album studyjny węgierskiej grupy muzycznej Ektomorf.
Utwór "Fuel My Fire" jest coverem grupy The Prodigy z albumu The Fat of the Land (1997), jednakże także ten zespół nagrał go jako przeróbkę kompozycji zespołu L7 z płyty Hungry for Stink (1994), który znowu zasięgnął tego utworu od fromacji Cosmic Psychos.
Utwór "Chamunda" odnosi się do hinduistycznej bogini Ćamunda.

## Lista utworów
1. Outcast
2. I Choke
3. Ambush In The Night
4. I'm Against
5. We Rise
6. Red I
7. Who Can I Trust (Prayer)
8. Leave Me Alone
9. Fuel My Fire (cover L7)
10. I Confront My Enemies
11. Hell Is Here
12. Chamunda
13. Serial Man (nagrane na próbach)
14. Fire (nagrane na próbach)
15. You Leech (nagrane na próbach)

## Teledyski
- "Outcast" (2006)
- "I Choke" (2007, reżyseria: Rusval Roland, Tokay Péter)

## Twórcy
Skład zespołu
- Zoltán Farkas – śpiew, gitara elektryczna, gitara akustyczna
- Csaba Farkas – gitara basowa
- József Szakács – perkusja
- Tamás Schrottner – gitara

Inni zaangażowani
- Tue Madsen – producent muzyczny